# Forces armées portugaises
Les Forces armées portugaises (en portugais Forças Armadas Portuguesas) constituent la puissance militaire de la République portugaise. Elles sont la structure d'Etat chargée de la défense militaire de la population, du territoire et des intérêts nationaux du Portugal. Elles sont composées de l'état-major général des Forces Armées (estado-maior-general das Forças Armadas), des trois Armes : Armée de terre portugaise (Exército), Marine portugaise (Marinha), Force aérienne portugaise (Força Aérea), ainsi que des services de soutien et des organismes interarmées, au premier rang desquels figurent les organes militaires de commandement des forces armées (chef d'état-major des Forces Armées) et les chefs d'états-majors de chacune de ses branches.
Conformément à la Constitution portugaise, le président de la République est à la tête des Forces armées portugaises et porte le titre de « commandant suprême des Forces Armées portugaises » (comandante supremo das Forças Armadas Portuguesas). Toutefois l'administration et la gestion des Forces Armées et l'exécution de la politique de Défense nationale du Portugal sont assurées par le Gouvernement, sous la direction du Premier ministre, par l'intermédiaire de son ministre de la Défense nationale. Le ministre de la Défense nationale a la responsabilité politique des capacités, moyens, réactivité et emploi des Forces Armées. Son principal conseiller, et l'officier le plus haut gradé des Forces Armées est le chef d'état-major des Forces Armées (chefe de estado-maior das forças armadas), qui exerce le contrôle opérationnel des forces armées en temps de paix et en assume le plein contrôle en cas d'état de guerre.
Dans le prolongement de leur mission de défense militaire du territoire national, les Forces armées portugaises sont susceptibles d'assurer des missions extérieures de sauvegarde et préservation de la vie et des intérêts des Portugais partout dans le monde, de participer à des opérations internationales, notamment dans le cadre de l'OTAN, des Nations Unies et de l'Union européenne, d'entretenir une coopération technique et militaire permanente avec des pays amis, notamment ceux de la CPLP, et de travailler avec les forces de sécurité nationales dans le combat aux menaces transnationales dans le cadre de leurs missions de sécurité et protection civile.
Depuis la suspension en novembre 2003 du service national obligatoire, les Forces armées portugaises sont devenues une armée de métier composée de militaires d'active professionnels (soit comme cadres permanents, soit comme contractuels sous régime du volontariat), de militaires réservistes (anciens militaires du service actif ou volontaires issus du civil) et de civils, représentant un effectif global d'environ 24 000 personnels militaires et civils pour 211 000 reservistes. À ce titre, elles se situent parmi les forces armées des États de taille moyenne de l'Union européenne et de l'OTAN, avec des dimensions comparables à celles de la Hongrie, du Danemark ou de la République tchèque. En revanche, elles appuient davantage leur trajectoire budgétaire sur les mécanismes d’approvisionnement conjoints de l’UE et de soutien de l’OTAN, tels que la NSPA (Agence OTAN de soutien et d’acquisition) et l’EDIRPA (Loi sur le renforcement de l’industrie européenne de défense par des marchés publics communs).
Tout en ayant réduit leurs forces d'active permanentes au minimum, les Forces armées portugaises disposent de l'une des réserves les plus importantes d'Europe occidentale, de 211 000 hommes en 2024, cinq fois supérieure en nombre à celles de la France, du Royaume-Uni ou de l'Espagne. Cette réserve permet au Portugal de disposer de contingents complémentaires formés et mobilisables importants, renforçant l'effectif lors d'opérations particulières ou de crises ponctuelles, ou pour remplir tout au long de l'année des fonctions complémentaires aux forces armées, par exemple pour les spécialistes qui apportent des compétences externes rares qui manquant aux forces professionnelles. Cette importance de la Réserve de Disponibilité participe de l'adaptabilité et de la souplesse des Forces armées portugaises. Elle est considérée comme un atout, et comme une réussite organisationnelle.
Depuis novembre 2003, les obligations militaires imposées aux citoyens portugais se structurent, à leur majorité, à partir la Journée de Défense Nationale (Dia da Defesa Nacional, ou DDN), qui fait également office de Recensement Militaire (Recenseamento Militar). À l'issue du DDN, tout citoyen portugais est doté d'un Numéro d'Identification Militaire (NIM) et d'un livret militaire (cédula militar), et se retrouve nécessairement dans l'une des trois situations suivantes : soit dans la Réserve de Recrutement (Reserva de Recrutamento), corps général mobilisable, de ses 18 à ses 35 ans ; soit en Service Effectif (Serviço Efectivo), s'il décide de s'engager en service militaire volontaire dans les Forces armées, sous régime du volontariat (RV), contractuel (RC) ou comme Cadre Permanent (CP) ; soit dans la Réserve de Disponibilité (Reserva de Disponibilidade) après la prestation du service militaire, et jusqu'à ses 35 ans,. L'obligation de participation au DDN a été étendue en 2009-2010 à toutes les femmes nées après 1992. Jusqu'au début des années 1990, le service militaire féminin était restreint à certaines spécialités en lien avec le domaine de la santé, mais il a été élargi depuis à tous les domaines et spécialités. En 2022, les femmes représentent environ 13% des effectifs des Forces armées portugaises,.
En 2023, le Portugal a été classé 7ème pays le plus pacifique au monde dans l'Indice Global de la Paix. Bien qu'il ait régressé dans le classement, après avoir été à la 3ème place en 2017 et à la 2nde place en 2020, il est toujours considéré comme l'un des pays les plus sûrs du monde, notamment parce qu'il n'existe que peu de menaces sérieuses quant à sa sécurité nationale. Cette régression s'explique principalement par le début de l'invasion russe de l'Ukraine en 2022, et l'investissement actif du Portugal en soutien de l'Ukraine, en contexte de tensions entre la Russie et l'OTAN à laquelle le pays appartient.
Cette absence de menace directe a permis aux Forces armées portugaises de multiplier les déploiement au sein d'opérations extérieures multinationales entre 1990 et 2025. Parmi ces opérations extérieures, on peut citer l'opération Ocean Shild de l'OTAN pour lutter contre la piraterie dans le golfe d'Aden, les différentes missions de l’ONU pour la stabilisation politique la République centrafricaine, les missions MINUSCA et INTERFET de l'ONU pour le maintien de la paix au Timor oriental, la participation à l'ISAF en Afghanistan, à l'UNIFIL au Liban, à la KFOR au Kosovo, à la SFOR en Bosnie-Herzégovine, ainsi qu'à la police aérienne islandaise et balte dans le cadre de l'OTAN. Pendant ces missions, les forces armées portugaises se fixent pour objectif prioritaire d'appuyer les efforts internationaux pour le maintien de la paix, qu'elles soient mandatées par l'OTAN, les Nations unies et/ou l'Union européenne.
Des unités militaires et d'autres corps sont déployés sur tout le territoire portugais, y compris le Portugal continental, Madère et les Açores. En 2021, l'aire métropolitaine de Lisbonne et le Moyen Tage constituaient les principes zones stratégiques de concentration des effectifs militaires. Depuis leur professionnalisation en 2003-2004, les Forces armées portugaises ont été amenées à étendre leurs activités à des missions de sûreté civile et de services publics.

## Organisation
Les Forces armées portugaises sont divisées en trois branches :
- L'Armée de terre, l'Exército
- La Marine (Marinha)
- La Force aérienne (Força Aérea)

En 2024 les Forces armées portugaises compte 24 000 militaires en service actif et 211 700 réservistes.
- Exército : 11 000
- Marine : 7 000
- Force Aérienne : 6 000

## Engagements internationaux
L'appartenance du Portugal à l'OTAN, à l'Union européenne et à l'ONU a amené les Forces armées portugaises à participer à plusieurs missions de maintien de la paix dirigées par ces différentes organisations internationales. La première intervention portugaise au sein d'une mission internationale de maintien de la paix remonte à 1989 avec l'envoi de 24 observateurs militaires en Namibie. Du fait des liens historiques, politiques et culturels qui les unissent, le Portugal s'est particulièrement impliqué dans les missions menées sur des territoires lusophones à l'image de sa participation au sein de la MONUA en Angola ou plus récemment au sein de la MINUT et de l'ATNUTO au Timor oriental. Parmi les effectifs portugais déployés à l'étranger, figurent depuis 27 octobre 2011, avec le Portugal au commandement de l’EUTM RCA 2018/19 et 2020/21 
- Afghanistan : 140 militaires au sein de l'ISAF et 1 observateur militaire au sein de la MANUA ;
- Liban : 150 militaires au sein de la FINUL ;
- Kosovo : 150 militaires au sein de la KFOR ;
- Somalie : 15 militaires au sein de l'EUTM ;
- République démocratique du Congo : 3 militaires au sein de l'EUSEC ;
- Bosnie-Herzégovine : 51 militaires au sein de la mission Althea de l'EUFOR ;
- Géorgie : 1 observateur militaire au sein de la mission européenne en Géorgie ;
- Timor oriental : une force de 181 GNR (Gardes Nationaux Républicains) et 3 observateurs militaires au sein de la MINUT
- Centrafrique : 70 militaires depuis octobre 2020 au sein de l’EUTM RCA

## Budget
En 2024, le pays consacrait 1,6 % de son PNB à sa défense, pour une armée active de 24 000 membres et 211 700 réservistes. Mettant un terme à la baisse des investissements effectuée dans les années 2010, le Premier ministre portugais Luís Monténégro s'est engagé en 2024 à faire monter le budget de la Défense du Portugal à 2% du PIB en 2025, dans le contexte de réarmement de l'OTAN et du développement de la PSDC.
L'évolution du budget de la défense portugaise en milliards de dollars selon les données de la Banque mondiale est la suivante,,:
| Année | Budget de la défense | % du PNB | % dépenses publiques |
| ----- | -------------------- | -------- | -------------------- |
| 1989  | $ 1 456 535 413      | 2,50     | 5,87                 |
| 1990  | $ 1 875 087 897      | 2,44     | 5,60                 |
| 1991  | $ 2 115 383 815      | 2,42     | 5,12                 |
| 1992  | $ 2 532 649 406      | 2,39     | 4,86                 |
| 1993  | $ 2 192 208 142      | 2,37     | 4,97                 |
| 1994  | $ 2 173 634 730      | 2,23     | 5,10                 |
| 1995  | $ 2 670 121 572      | 2,26     | 5,30                 |
| 1996  | $ 2 600 849 533      | 2,12     | 4,91                 |
| 1997  | $ 2 388 687 811      | 2,04     | 4,81                 |
| 1998  | $ 2 335 597 096      | 1,88     | 4,42                 |
| 1999  | $ 2 406 493 740      | 1,89     | 4,44                 |
| 2000  | $ 2 204 256 495      | 1,86     | 4,35                 |
| 2001  | $ 2 324 811 411      | 1,91     | 4,34                 |
| 2002  | $ 2 602 230 483      | 1,94     | 4,39                 |
| 2003  | $ 3 109 812 942      | 1,89     | 4,16                 |
| 2004  | $ 3 719 431 562      | 1,97     | 4,27                 |
| 2005  | $ 4 039 322 489      | 2,05     | 4,38                 |
| 2006  | $ 4 066 783 668      | 1,95     | 4,32                 |
| 2007  | $ 4 366 184 075      | 1,82     | 4,08                 |
| 2008  | $ 4 812 099 462      | 1,84     | 4,05                 |
| 2009  | $ 4 949 690 419      | 2,03     | 4,04                 |
| 2010  | $ 4 718 924 038      | 1,98     | 3,82                 |
| 2011  | $ 4 904 393 519      | 2,00     | 4,01                 |
| 2012  | $ 4 137 254 045      | 1,91     | 3,91                 |
| 2013  | $ 4 724 102 082      | 2,09     | 4,18                 |
| 2014  | $ 4 111 548 064      | 1,79     | 3,46                 |
| 2015  | $ 3 565 420 872      | 1,79     | 3,71                 |
| 2016  | $ 4 133 066 817      | 2,00     | 4,47                 |
| 2017  | $ 3 675 687 230      | 1,67     | 3,69                 |
| 2018  | $ 4 273 809 945      | 1,76     | 4,08                 |
| 2019  | $ 4 275 638 155      | 1,78     | 4,20                 |
| 2020  | $ 4 302 975 037      | 1,89     | 3,85                 |
| 2021  | $ 4 908 940 397      | 2,07     | 4,03                 |

## Voi aussi
- Soldados Unidos Vencerão